# Principauté de Catalogne
« Principat de Catalunya » redirige ici.  Pour le voilier, voir Principat de Catalunya (goélette).
Pour les articles homonymes, voir Catalogne (homonymie).
1173-–1714
Entités précédentes :
- Comté de Barcelone
- Comté d'Empúries
- Comté d'Urgell
- Comté de Pallars Sobirà

Entités suivantes :
- Royaume de France (1659)
- Royaume d'Espagne (1714)

La principauté de Catalogne (en catalan : Principat de Catalunya, en latin : Principatus Cathaloniæ, en occitan : Principat de Catalonha, en castillan : Principado de Cataluña) était un État, du bas Moyen Âge et de l'Époque moderne, sous l'autorité des Corts Catalanes (le Parlement), créé à partir du XIIe siècle par l'union des comtés catalans dont le souverain (en latin : princeps) est Alphonse II d'Aragon et Ier de Barcelone. Même sans être formellement un royaume, la principauté était juridiquement et institutionnellement sur un pied d'égalité avec le reste des États qui composaient la couronne d'Aragon (en particulier les royaumes d'Aragon et de Valence), dont le seul lien commun était la figure du roi. Ses limites territoriales ont été établies à partir de la fin du XIIe siècle et comprenaient initialement certains comtés avec leurs propres comtes jusqu'en 1491. Elle est organisée en vigueries. Sa langue est le catalan. Sa capitale est Barcelone, la Ciutat Vella avec ses propres droits fors et une représentation directe au Parlement, les autres villes importantes étant Perpignan, Gérone, Lleida, Manresa, Vic, Tarragone et Tortosa. Le souverain de l'ensemble de ces comtés unis avait la dignité de comte de Barcelone.
Déjà, en 1064, selon les usages de Barcelone, on parle de Raimond-Bérenger Ier et d'Almodis de la Marche comme des principes du principatu, le principatu étant l'ensemble des comtés de Barcelone, Gérone et d'Osone. Dans les Corts Catalanes de 1283 on utilise l'expression « université de Catalogne » (en catalan : Universitat de Catalunya) pour se référer à l'ensemble des personnes qui habitent la principauté de Catalogne. Les comtés du Roussillon et Cerdagne ainsi que, occasionnellement, le royaume de Majorque sont considérés alors comme faisant partie de la principauté de Catalogne,,.
À la fin de la guerre de Succession d'Espagne, en 1716, le dernier des décrets de Nueva Planta du roi Philippe V de la maison de Bourbon marqua le début de la monarchie absolue et abolit le système institutionnel catalan. Les Catalans du sud perdirent leurs libertés nationales (voir Monarchie absolue des Bourbons en Espagne). Pourtant, dans ce décret, la principauté de Catalogne désignait encore l'ensemble des territoires cités ci-dessus, à l'exception des comtés de la province de Roussillon, offerts par Philippe IV d'Espagne à la France en 1659.
Actuellement on parle du Principat (principauté) comme synonyme de Catalogne.

## Histoire

### Origines
Comme beaucoup de territoires sur la côte méditerranéenne de la péninsule ibérique, cette région a été colonisée par les anciens Grecs, qui ont choisi Roses pour s'installer. Les Grecs et les Carthaginois ont interagi avec la principale population ibérique. Après la défaite carthaginoise face aux Romains, la région est devenue, avec le reste d'Hispanie, une partie de l'Empire romain, Tarraco étant l'une des principales villes de la péninsule ibérique romaine.
Après l'effondrement de l'Empire romain d'Occident dyrant le Ve siècle, les Wisigoths occupent la majorité du territoire de l'Hispanie. Les Arabes conquièrent le royaume wisigothique en 711-718. Un gouverneur régional est nommé pour administrer la province et est devenu une partie d'al-Andalus, une province du Califat omeyyade.
Après la défaite des troupes d'Abd al-Rahman ibn Abd Allah al-Ghafiqi face aux Francs de Charles Martel, au Nord du duché d'Aquitaine en 732, ces derniers ont graduellement pris le contrôle des anciens territoires wisigothiques au nord des Pyrénées, capturés par les musulmans ou devenus alliés avec eux, dans ce qui est devenu la Catalogne française.
En 795, Charlemagne crée ce qui est connu par l'historiographie et certaines chroniques franques comme la marche d'Espagne (Marca Hispanica), une zone tampon au-delà de la province de Septimanie, composée de petits comtés séparés, administrés localement, qui servent de barrière défensive entre les Omeyyades d'Al-Andalus et l'empire carolingien.
Une culture catalane distinctive commence à se développer au Moyen Âge, à partir de plusieurs de ces petits comtés dans la partie la plus septentrionale de la Catalogne. Les comtes de Barcelone sont des vassaux Francs nommés par l'empereur carolingien, duquel ils sont feudataires (801-987). Au cours du IXe siècle, le comte de Barcelone Guifred le Velu rend son titre héréditaire et fonde la maison de Barcelone, qui régira la Catalogne jusqu'à la mort de Martin Ier, son dernier membre, en 1410.

Comtés catalans du.

En 988, le comte de Barcelone Borrell II ne reconnaît pas le roi franc Hugues Capet et sa nouvelle dynastie, ce qui le met effectivement hors de la règle franque. À partir de ce moment, les comtes de Barcelone s'appellent souvent princeps (prince), afin de montrer leur prééminence sur les autres comtes catalans. Au début du XIe siècle, les comtés catalans souffrent d'un important processus de féodalisation. Pendant la régence de la comtesse Ermessende de Carcassonne (1017-1057), qui a reçu le gouvernement de Barcelone après la mort de son mari le comte Ramon Borrell, la désintégration du pouvoir central est évidente. La réponse de l'Église catholique à la violence féodale est l'établissement des sagreras autour des églises et le mouvement de Paix et Trêve de Dieu, venu d'Aquitaine, la première assemblée de Paix et Trêve fut présidée par l'abbé Oliba à Toulouges en 1027.
Le petit-fils d'Ermessende, le comte Raimond-Bérenger Ier, aurait commencé, selon la tradition, la codification du droit catalan dans les Usatges écrits de Barcelone qui allaient devenir la première compilation complète du droit féodal en Europe occidentale. La codification légale fait partie des efforts du comte pour faire avancer et contrôler d'une manière ou d'une autre le processus de féodalisation.
Sous le comte Raimond-Bérenger III, le comté de Barcelone connaît une phase d'expansion territoriale. Elle comprend une croisade conjointe catalane et pisane contre la taïfa de Majorque (1114) et la conquête de Tarragone (1116), rétablissant dans la dernière le siège archiépiscopal de la ville (1119), dissous après la conquête musulmane. Cela signifie l'indépendance de l'Église catalane de l'évêché de Narbonne.

### Union dynastique. La couronne d'Aragon

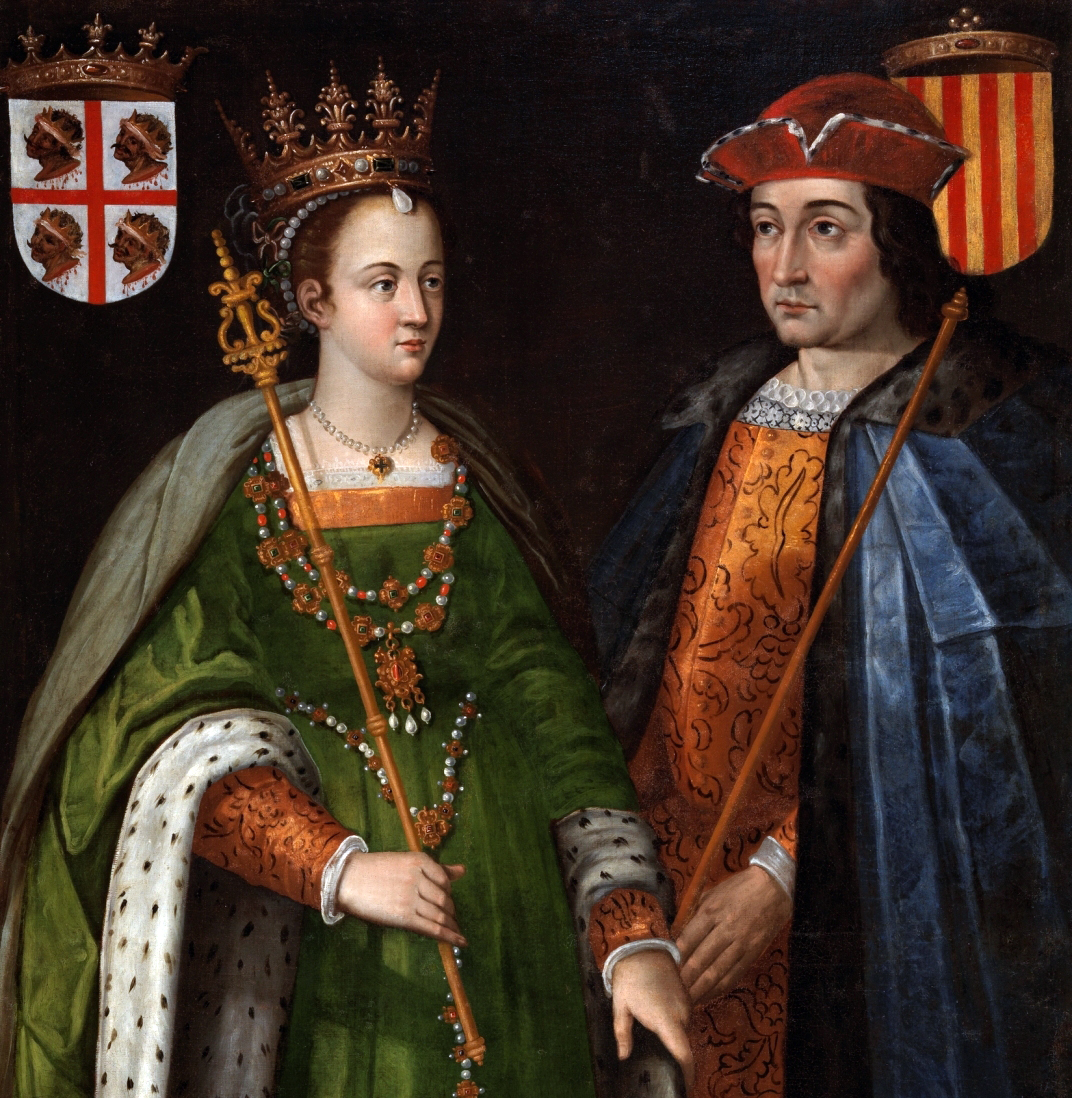
Pétronille d'Aragon et Raimond-Bérenger IV de Barcelone, selon l'interprétation de Filippo Ariosto (1586).

En 1137, le comte de Barcelone Raimond-Bérenger IV épouse l'héritière du royaume d'Aragon, Pétronille. À ce moment naît la couronne d'Aragon qui développe un mode d'administration original, très décentralisé pour répondre aux fortes différences tant politiques qu'économiques et linguistiques des deux parties de la Couronne, le royaume d'Aragon et la principauté de Catalogne.
Son fils, Alphonse II, est le premier roi d'Aragon qui est également comte de Barcelone, titre dont tous les rois de la couronne d'Aragon hériteront. Sous le règne d'Alphonse, en 1173, la Catalogne est légalement délimitée pour la première fois, tandis que la première compilation des Usatges de Barcelone est réalisée dans le processus pour les transformer en loi de la Catalogne (Consuetudinem Cathalonie).

### L'essor de la principauté
En 1172, le dernier comte de Roussillon, Girard II, meurt sans enfants en léguant son comté à Alphonse II. Celui-ci complète ainsi l'entreprise d'unification des comtés catalans : à cette date ne subsistent que les comtés d'Empúries, de Pallars et d'Urgell hors du contrôle direct du roi. En 1175, le val d'Aran, qui dépendait du comté de Comminges depuis le Xe siècle, passe sous la protection du roi d'Aragon. En 1192, Alphonse II reçoit un nouvel héritage, le comté de Pallars Jussà.
Les viguiers, nommés par le roi, sont chargés de faire appliquer les décisions prises par les clercs : il s'agit de l'apparition d'une administration locale catalane. Alphonse II entérine la rupture du lien de vassalité envers le roi de France pour le titre de comte de Barcelone. En 1180, il interdit lors des Corts de Tarragone de dater les actes des années du règne du roi de France.
Sous Pierre II, l'expansion des domaines catalans vers le sud, dans la lutte contre les musulmans se poursuit dans plusieurs villes, comme Mora de Rubielos (1198), Manzanera (1202), Rubielos de Mora (1203), Camarena (1205) ; en 1201, est fondé l'ordre militaire des chevaliers de Saint-Georges d'Alfama possessionné dans la région de Tortosa, afin qu'ils protègent les côtes catalanes des pirates musulmans ; en 1210, conquête des villes d 'El Cuervo, Castielfabib et Ademuz, au nord du taïfa de Valence.
La mort de Pierre II à la bataille de Muret en 1213 va plonger le royaume d'Aragon dans la tourmente. La situation est désastreuse, le fils et seul héritier de Pierre, Jacques Ier d'Aragon, n'a que 5 ans et est retenu captif par Simon de Montfort. Durant toute son enfance, la régence de la couronne d'Aragon est assurée par Sanche, grand-oncle du roi. Durant les quinze premières années de son règne, Jacques sera aux prises avec la noblesse aragonaise, qui parvient même à le faire prisonnier en 1224. Mais les accords d'Alcala du 22 mars 1227 marquent le triomphe de la royauté sur la noblesse.
Depuis le début des années 1220, les marchands de Barcelone, Tarragone et Tortosa demandent de l'aide au roi d'Aragon pour qu'il mette fin à la menace des pirates musulmans majorquins, en réalité au service du pouvoir almohade. Le roi et ses corts s'associent pour financer l'essentiel de la flotte et la troupe de débarquement vers Majorque, les villes terrestres participantes s'engagent à prêter leurs unités de milices, les villes portuaires à fournir les flottilles d'appoint et assurer la logistique des échanges maritimes après le débarquement. Majorque est conquise en 1230 et Minorque vassalisée en 1231, Ibiza et Formentera en 1235. Le 9 octobre 1238, Jacques d'Aragon prend la ville de Valence aux musulmans, après avoir reçu la reddition de son émir Zayyan Ibn Mardanich. Entre 1243 et 1245, les troupes aragonaises atteignent les limites prévues par le traité d'Almizra de 1244, Jacques Ier et l'infant Alphonse de Castille s'étaient entendus pour délimiter leurs zones respectives d'expansion.
La frontière avec la France est fixée par le traité de Corbeil de 1258, après l'échec de l'intervention aragonaise lors de la croisade des albigeois. Par ce traité, Jacques Ier renonce à ses prétentions sur l'Occitanie héritées de ses ancêtres, les comtes de Barcelone, sauf la seigneurie de Montpellier et des villages alentour, hérités de sa mère Maria de Montpellier qu'il conserve. En retour, le roi Louis IX de France s'engage à renoncer à ses propres prétentions sur les comtés catalans. En effet, en tant qu'héritiers de Charlemagne, les rois de France ont toujours conservé leurs droits théoriques sur l'ancienne marche hispanique. Le Roussillon et le Nord de la Cerdagne sont alors inclus dans la Catalogne.

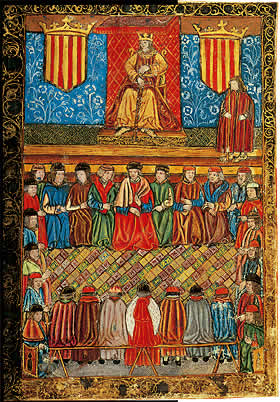
Les Corts catalanes.

Entre 1276 et 1285, sous le règne de Pierre III d’Aragon, les Corts catalanes prennent une forme institutionnelle. Aux Corts de Barcelone de 1283 qui approuve les constitutions catalanes, le roi s’oblige à tenir un Cort General (parlement) régulier une fois par an, avec la participation représentative de l’époque, pour traiter du bon état et de la réforme de la terre. Le roi lui-même établit :
« si nous et nos successeurs voulons faire une constitution ou un statut en Catalogne, nous les soumettrons à l’approbation et au consentement des prélats, barons, chevaliers et des citoyens... ».
En 1289, dans les Corts tenues à Monzón, les premiers pas sont faits pour institutionnaliser la première Diputación del General del Reino de Aragón comme une commission temporaire pour percevoir le « service » ou tribut qui est accordé au roi Alphonse III d’Aragon, impôt populairement connu comme Generalitats, nom qui a été exporté vers la France où les généralités ou districts fiscaux ont été créées. C'est en 1359 à Cervera que naît la députation du général permanente : douze personnes (quatre ecclésiastiques, quatre nobles et quatre bourgeois) dont deux sont originaires du Roussillon sont chargées de faire la répartition des impôts et peuvent notamment nommer des auditeurs des comptes qui contrôlent l'administration royale. Au fil du temps, le nom officieux de Generalitat a fini par supplanter le nom officiel de Diputación del General. Ce système de gouvernement de la monarchie pactiste ou contractuelle caractérise la Catalogne jusqu'à l'établissement de l'absolutisme au XVIIIe siècle.

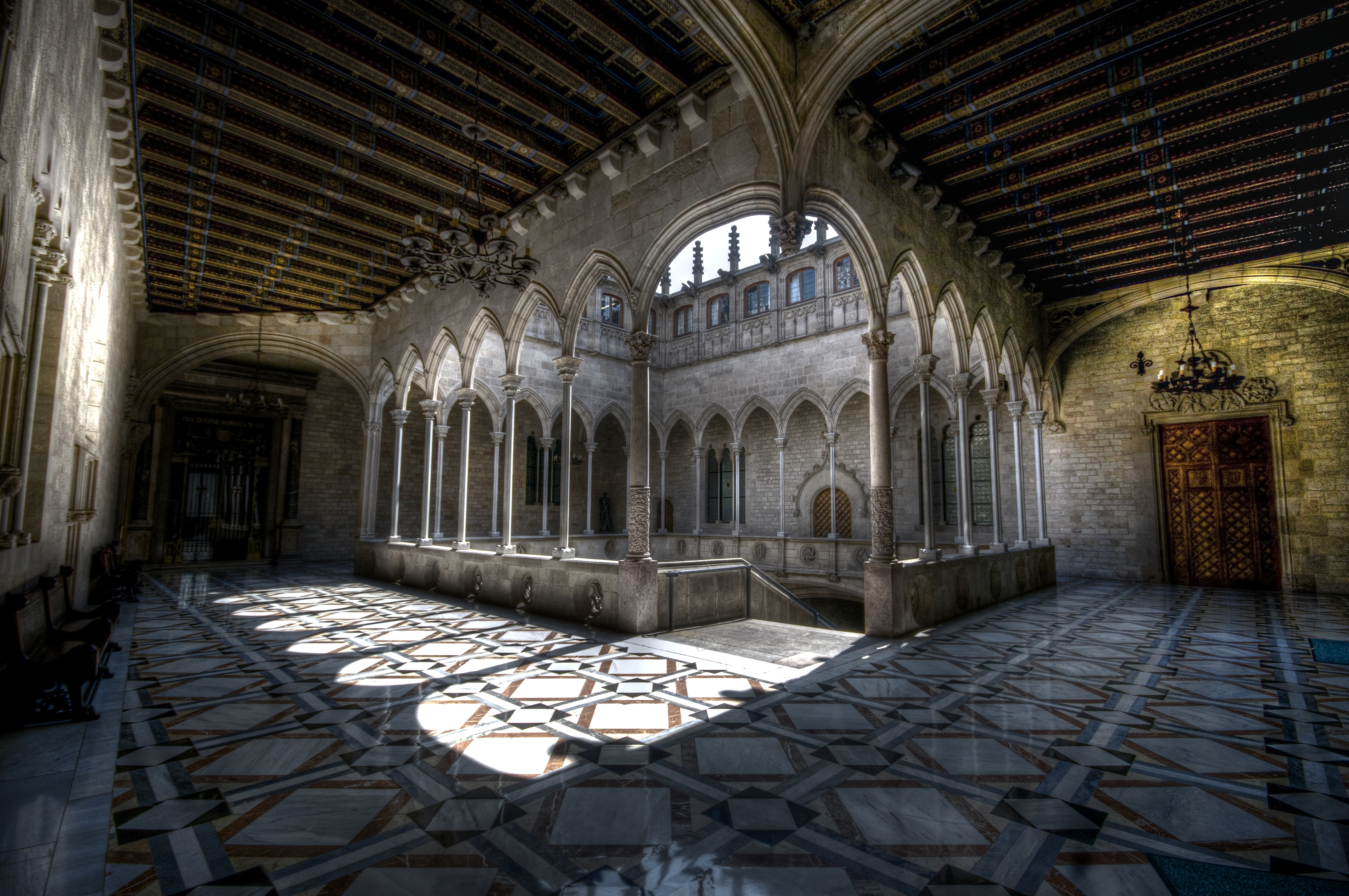
palais de la Generalitat de la principauté de Catalogne.

Les constitutions et autres droits de la Catalogne (ensemble des us et coutumes qui forment les bases du droit catalan; les Usatges) sont donc compilées dès le XIIe siècle. La première compilation prescrite l'est par Ferdinand Ier d'Aragon, sur la suggestion des Corts de 1413. Les dernières seront promulguées par les Corts de 1706.
La Catalogne connaît une période de prospérité au XIIIe siècle et au début du XIVe siècle. La population tend à augmenter ; la langue catalane s’étend aux îles de la Méditerranée occidentale.
Le règne de Pierre III d’Aragon comprend la conquête de la Sicile et la défense réussie contre la croisade d'Aragon ; son fils et successeur Alphonse III conquiert Minorque ; le deuxième fils de Pierre, Jacques II, devenu roi d'Aragon en 1291, reçoit de Boniface VIII la Corse et la Sardaigne, renonce à la Sicile (traité d'Anagni, 1295) et va jusqu'à conquérir provisoirement le royaume de Murcie. La Catalogne est l’un des centres du domaine, en l’élargissant et en l’organisant, en mettant souvent en place des systèmes institutionnels analogues au sien.
La couronne d'Aragon atteint son apogée avec le développement de son influence en Méditerranée : les souverains d'Aragon règnent sur la Sicile et temporairement sur la Sardaigne et la Corse (dont ils sont à l'origine du drapeau à tête de maure). Les almogavres, mercenaires catalans, vont créer un éphémère duché en Grèce (1310-1390). Cette expansion explique l'usage de la langue catalane de nos jours au Pays valencien, aux Baléares et dans un bourg de Sardaigne, Alghero. Devenue une véritable thalassocratie, cet ensemble catalano-aragonais joue un rôle de premier plan dans l'essor économique et commercial connu par l'Occident chrétien aux XIIe et XIIIe siècles, porté par le commerce maritime et les activités textiles, contribuant au développement des villes (dont surtout Barcelone, mais aussi Gérone, Tarragone, Lérida, Tortosa ou Perpignan) et à l'affirmation d'une nouvelle élite urbaine faite de marchands, négociants ou tisserands, la bourgeoisie. Barcelone, alors la résidence royale la plus fréquentée, est consolidée comme centre administratif des domaines avec la création des Archives royales en 1318.
Le second quart du XIVe siècle a été témoin de changements cruciaux pour la Principauté, marqués par une succession de catastrophes naturelles, de crises démographiques, de relative stagnation et de déclin de l’économie catalane et l’augmentation des tensions sociales. L’année 1333 fut connue sous le nom de Lo Mal any primer (« La première mauvaise année ») en raison de la mauvaise récolte de blé. Les domaines de la couronne aragonaise sont gravement touchés par la pandémie de la peste noire et par les flambées ultérieures de la peste. Entre 1347 et 1497, la Catalogne perd 37 % de sa population.
À l'extinction de la seconde dynastie d'Empúries en 1402, le roi Martin Ier intègre le comté d'Empúries à la couronne d'Aragon.

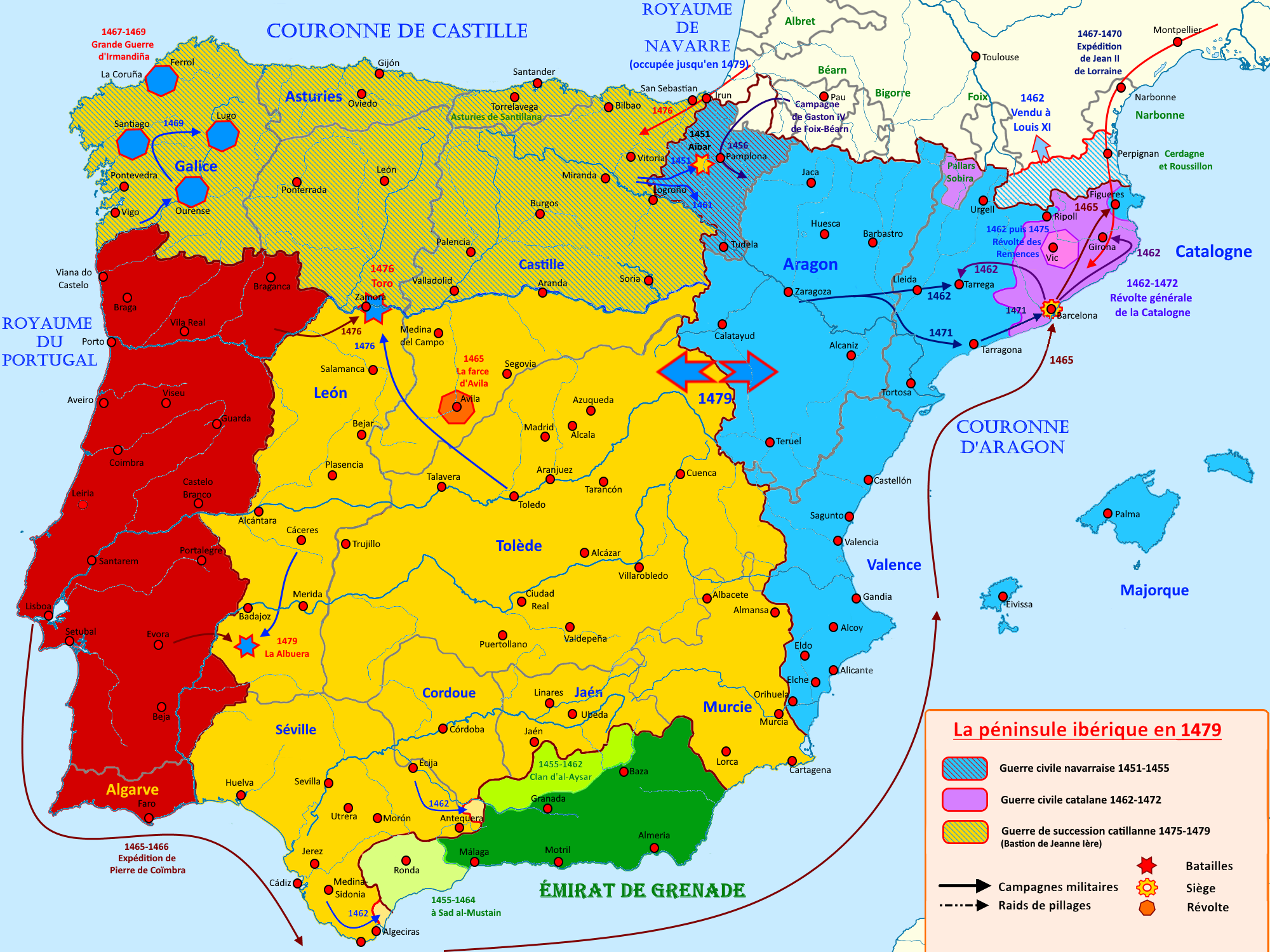
La guerre civile catalane (1462-1472).

En 1410, le roi Martin Ier meurt sans descendant vivant. Sous le compromis de Caspe (1412), Ferdinand, de la maison castillane de Trastámara, reçoit la couronne d'Aragon comme Ferdinand Ier d'Aragon. En 1411, le Syndic (Sindic) d’Aran offrit l’union « libre et convenue » du Val d’Aran avec la principauté de Catalogne. En 1413, Jacques d’Urgel se révolte contre Ferdinand ; ayant maîtrisé la révolte, le roi dépossède Jacques de tous ses domaines, le condamnant à la prison à vie. C’est alors que le comté d’Urgel rejoint la principauté de Catalogne.
Le successeur de Ferdinand, Alphonse V (« le Magnanime »), développe une nouvelle étape de l'expansion catalano-aragonaise, cette fois sur le royaume de Naples, sur lequel il gagne la domination en 1443. Cependant, dès 1448 en voulant renforcer le pouvoir royal au détriment de l'oligarchie urbaine et des seigneurs féodaux (et particulièrement des grandes seigneuries ecclésiastiques), il aggrave une crise sociale en principauté de Catalogne, à la fois à la campagne et dans les villes. Pendant le règne de Jean II, les tensions sociales et politiques provoquent la guerre civile catalane (1462-1472) et les guerres des remences (1462-1485). Sous son fils, Ferdinand II, est approuvée la constitution de l'Observance (1481) qui établit la soumission du pouvoir royal aux lois approuvées dans les Corts catalanes. Après des décennies de conflit, les paysans de remença ont été libérés de la majorité des abus féodaux par la Sentence Arbitrale de Guadalupe (1486).

### La Catalogne à l'époque moderne
Le mariage d'Isabelle Ire de Castille et de Ferdinand II d'Aragon (1469) unifia deux des trois principaux royaumes chrétiens de la péninsule ibérique, tandis que le royaume de Navarre fut incorporé plus tard à la suite de l'invasion de Ferdinand II en 1512. En 1492, la dernière portion d'Al-Andalus à Grenade a été conquise et la conquête espagnole des Amériques a commencé. Le pouvoir politique commença à s'éloigner d'Aragon en direction de Castille et, par la suite, de Castille à l'Empire espagnol, qui se livrait à de fréquentes guerres en Europe en quête d'une domination mondiale.
Pendant une période prolongée, la principauté de Catalogne, dans le cadre de la couronne d'Aragon et de la monarchie d'Espagne, a conservé avec succès son propre système institutionnel et sa législation contre la tendance observée dans le sud et le centre de l'Europe tout au long de l'ère moderne, qui a érodé l'importance des institutions représentatives, jusqu'à ce qu'elles soient finalement supprimée à la suite de la défaite de la guerre de Succession d'Espagne au début du XVIIIe siècle. L'absence prolongée des monarques, qui résidaient la plupart du temps en Castille, conduisit à la consolidation de la figure du vice-roi en tant que représentant du roi dans la principauté.
Au cours des siècles suivants, la Catalogne était généralement du côté des perdants d'une série de guerres qui conduisirent progressivement à une plus grande centralisation du pouvoir en Espagne. Malgré cela, entre le XVIe siècle et le XVIIIe siècle, la participation de la communauté politique dans le gouvernement local et le gouvernement général du pays a été augmentée, tandis que les pouvoirs royaux sont restés restreints, spécialement après les deux derniers Corts (1701-1702 et 1705-1706). Les tensions entre les institutions constitutionnelles catalanes et la monarchie progressivement plus centralisée, aux côtés d'autres facteurs tels que la crise économique, la présence de soldats et les révoltes des paysans ont provoqué des conflits différents.
En 1626, le comte-duc d’Olivares, favori du roi Philippe IV d’Espagne, propose le projet d’Union des Armes des royaumes péninsulaires, où chaque territoire de la Couronne est tenu de collaborer avec un nombre de soldats proportionnel à sa population, mais les Corts de Barcelone (1626) refusent. Les Corts sont suspendues et un conflit commence avec la principauté de Catalogne.

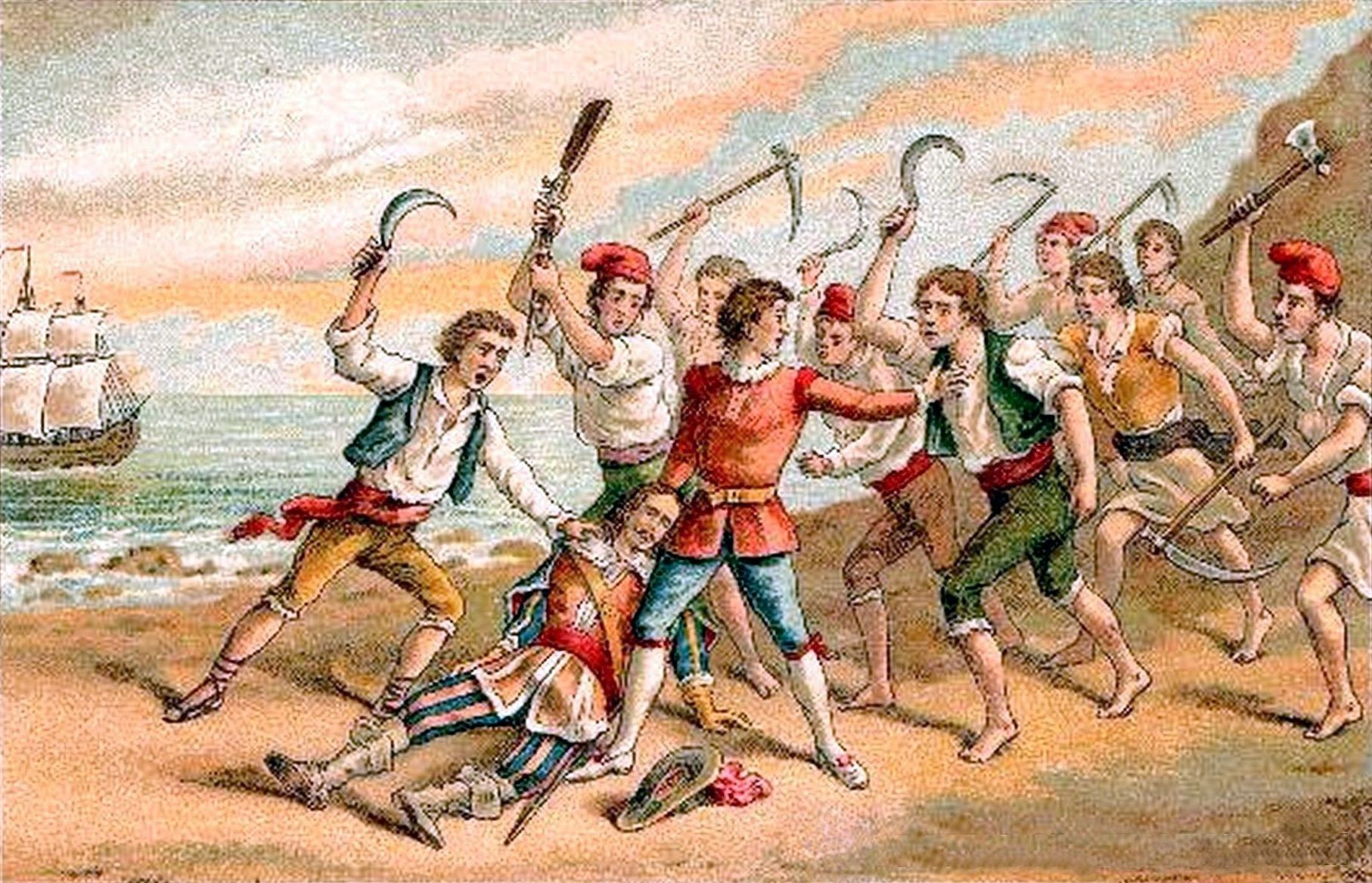
La guerre des faucheurs (des Segadors).

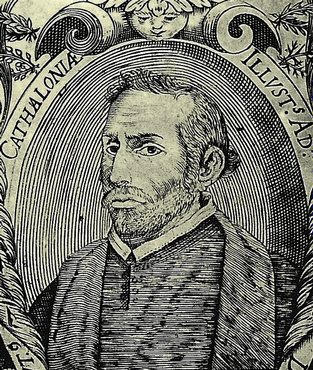
Pau Claris.

La guerre des faucheurs (1640-1652) met en scène des paysans et des Segadors (moissonneurs) qui se sont révoltés à cause des abus commis par l’armée royale, composée de mercenaires de diverses origines, déployée dans la Principauté dans le contexte de la guerre franco-espagnole, dans laquelle la Catalogne, dirigée par le président de la Généralité, Pau Claris, s'est déclarée une république indépendante sous protection française en 1641, et plus tard encore comme une principauté de la monarchie de la France. En 1643, l’armée du roi Louis XIII conquiert le Roussillon, Monzón et Lérida. Un an plus tard, le roi Philippe IV récupère Monzón et Lérida, où le roi jure obéissance aux lois catalanes. Mais les Catalans sont finalement vaincus en 1652.

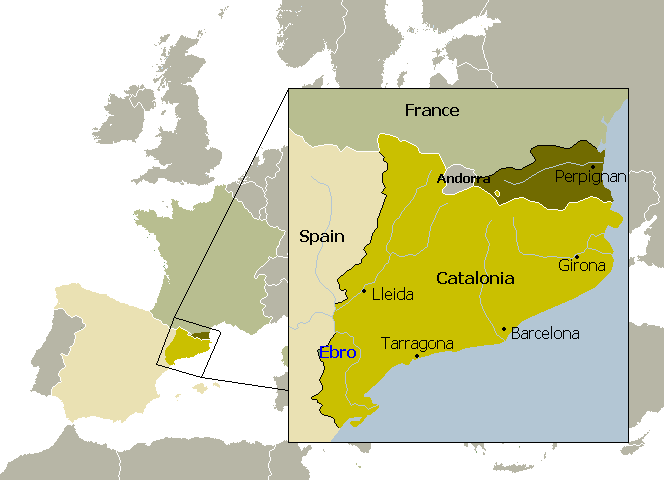
Partition de la Catalogne (1659).

En 1659, par le traité des Pyrénées signé par Philippe IV d'Espagne, les comarques de Roussillon, Conflent, Vallespir et une partie de la Cerdagne, maintenant connue sous le nom de Cerdagne française, ont été cédées à la France. Ces derniers temps, cette région a été nommée par les partis politiques nationalistes en Catalogne comme la Catalogne du Nord ou Roussillon, une partie des territoires catalans connus sous le nom de pays catalans.
À la fin de la guerre de Succession d'Espagne, où les Catalans et les autres royaumes de la couronne d'Aragon ont soutenu la revendication de l'archiduc Charles d'Autriche comme Charles III d'Espagne, le victorieux Bourbon duc d'Anjou, maintenant Philippe V, occupe la capitale de la Catalogne après un long siège le 11 septembre 1714 (date de la fête nationale revendiquée par les Catalans d'aujourd'hui). Le 17 janvier 1716, sont signés les décrets de Nueva Planta, qui abolissent la couronne d'Aragon et toutes les institutions et lois catalanes (sauf le droit civil) et interdisent l'usage administratif de la langue catalane.
Aux XVIIIe et XIXe siècles, malgré l'occupation militaire, l'imposition de nouvelles taxes élevées et la politique économique de la maison de Bourbon, la Catalogne sous administration espagnole (en tant que province) a poursuivi le processus de proto-industrialisation, relativement aidé à la fin du siècle avec le début du commerce ouvert jusqu'à l'Amérique, devenant un centre de l'industrialisation de l'Espagne. En 1834, par décret du ministre Javier de Burgos, toute l'Espagne était organisée en provinces, y compris la Catalogne, qui était divisée en quatre provinces sans administration commune.

### Jalons et entités historiques
- La principauté de Catalogne a été :
  - Une union de plusieurs comtés catalans (1065-1162)
  - Un État de la couronne d'Aragon (1162-1641) / (1652-1714)
  - Un État de la Monarchie catholique (1479-1516)
  - Un État de la monarchie hispanique (1516-1641) / (1652-1714)
  - Une république indépendante (1641)
  - Un État du royaume de France (1641-1652)
  - Une province de l'Espagne absolutiste des Bourbons (1714-1812) / (1814-1820) / (1823-1833)
  - Une province du royaume constitutionnel d'Espagne (1820-1823)

### Comtés unis

Principauté de Catalogne en 1608.

Au milieu du XIIe siècle les comtés catalans suivantes se réunissent : comtés de Barcelone (incluant Cerdagne, Berga, Conflent, Ausona et Besalù), Gérone, Manresa et Ripoll, marquisats de Tortosa (1148) et de Lérida (1149), comtés du Roussillon (1172), et de Pallars Jussà (1192).
D'autres furent réunis au XVe siècle : comtés d'Empúries (1402), d'Urgell - incluant l'Andorre (1413) et de Pallars Sobirà (1487).

## Dénomination de la Principauté
Les comtes de Barcelone étaient communément considérés comme les princeps ou primus inter pares («le premier parmi les égaux») par les autres chefs de la marche espagnole, à cause de leur puissance militaire et économique, et de la suprématie de Barcelone sur les autres villes.
Ainsi, le comte de Barcelone, Ramon Berenguer I, est appelé « prince de Barcelone, comte de Gérone et Marchis d'Ausona » (princeps Barchinonensis, vient Gerundensis, marchio Ausonensis) dans l'Acte de consécration de la cathédrale de Barcelone (1058). Il y a aussi plusieurs références au prince dans différentes sections des Usages de Barcelone, la collection de lois qui régnait dans le comté depuis le début du XIe siècle. L'usage no 64 appelle principatus le groupe de comtés de Barcelone, Gérone et Ausona, tous sous l'autorité du comte de Barcelone.
La première référence au Principatus Cathaloniae se trouve dans le dispute entre Pierre IV d'Aragon et III de Barcelone et le royaume de Majorque en 1343 et il a été utilisé à nouveau dans la convocation des Corts de Perpignan en 1350, présidée par le roi Pierre. Il était destiné à indiquer que le territoire, en vertu des lois produites par ces Corts, n'était pas un royaume titulaire, mais l'élargissement du territoire sous l'autorité du comte de Barcelone, qui était aussi le roi d'Aragon, comme on le voit dans les « Actas de las cortes generales de la couronne d'Aragon 1362-1363 ». Cependant, il semble y avoir une référence plus ancienne, dans un contexte plus informel, dans les chroniques de Bernat Desclot.
Comme le comte de Barcelone et les cours ajoutaient plus de comtés sous sa juridiction, comme le comté d'Urgell, le nom de « Catalogne », qui comprenait plusieurs comtés de différents noms, y compris le comté de Barcelone, a été utilisé pour l'ensemble. Les termes Catalogne et catalan étaient couramment utilisés, au moins depuis le début du XIIe siècle, pour désigner le territoire du Nord-Est de l'Espagne et de la France méditerranéenne occidentale ainsi que ses habitants (et pas seulement le comté de Barcelone), comme le montre le plus ancien enregistrement de ces noms, dans le Liber Maiolichinus (vers 1117-1125).
En 1931, les mouvements républicains ont favorisé son abandon parce qu'il est historiquement lié à la monarchie.

## Politique, droit et administration de la principauté de Catalogne

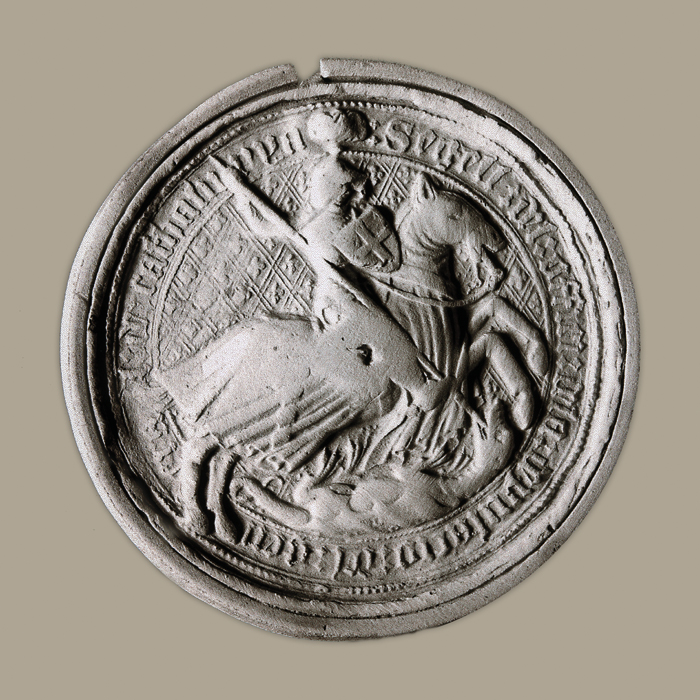
Sceau de la Généralité de la principauté de Catalogne.

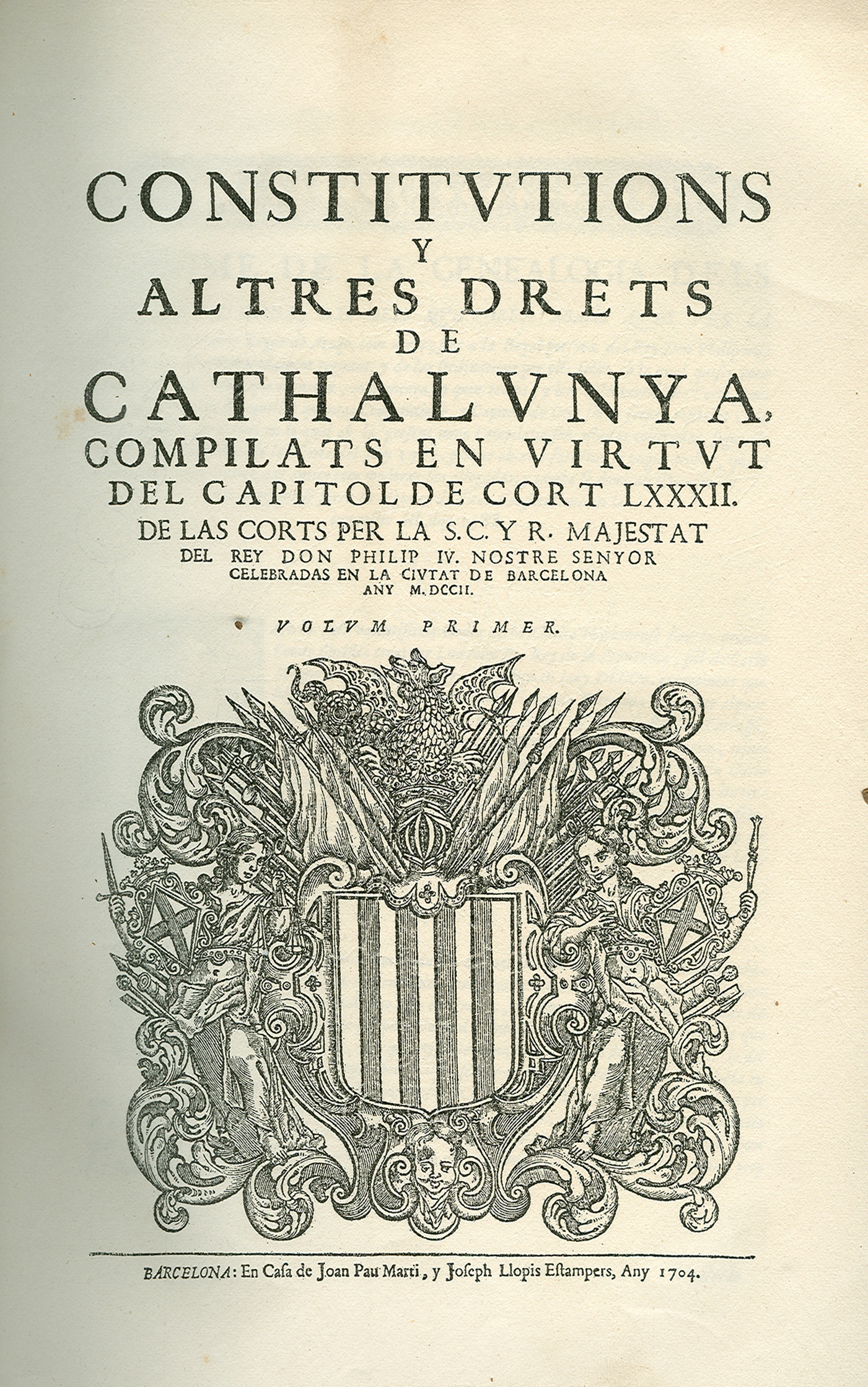
Constitutions catalanes (1702).

### Institutions
- Cort General de Catalunya ou Corts Catalanes : organe parlementaire et principale institution de la principauté, créé au XIIIe siècle. Convoqué et présidé par le roi, composé des trois ordres ou états du royaume, il approuva la législation et le don économique à la couronne. Également servi comme conseil du monarque et de cour de justice pendant la période des sessions.
- Diputació del General de Catalunya o Generalitat (Députation du Général de la Catalogne ou Généralité) : conseil permanent de députés, créé en 1359 par les Corts afin de percevoir les « impôts du général » ou généralités. Il acquit ensuite le pouvoir politique et les fonctions de procureur, devenant ainsi l'institution catalane la plus importante au début de l'ère moderne.
- Reial Audiència de Catalunya (Sénat royal de Catalogne) : cour suprême de justice de Catalogne et siège du gouvernement. Ses membres étaient élus par le roi, et il était présidé par le chancelier (Canceller) pendant l'absence du roi et du vice-roi[24].
- Consell de Cent (Conseil des Cent) : institution de gouvernement de la ville de Barcelone, créée sous le règne de Jacques Ier. L'autorité municipale reposait sur cinq, puis six, conseillers (dirigés par le Conseller en Cap, conseiller principal) élus par un conseil d'une centaine de personnes (jurats).
- Junta de Braços: conseil extraordinaire convoqué par la Généralitaté, composé des représentants des Corts Catalanes qui se trouvaient alors à Barcelone. La junte fonctionnait comme les Corts, mais elle n'avait pas de pouvoirs législatifs officiels[24].
- Conferència dels Tres Comuns : réunion conjointe des institutions les plus dynamiques du système constitutionnel catalan aux XVIIe siècle et XVIIIe siècle, la Députation du Général, le Braç Militar et le Conseil des Cent, afin de discuter des problèmes politiques de la principauté.
- Tribunal de Contrafaccions : cour de justice établie par les Corts de 1701-1702 afin d'assurer l'application des constitutions, ainsi que de résoudre et de poursuivre les actes contraires à la législation catalane, y compris ceux accomplis par le roi ou ses officiers. Ses membres étaient élus à parité par les institutions du pays et du roi. Elle représentait une avancée importante dans la garantie des droits individuels et civils, même à l'échelle européenne[25].

### Droit catalan
- Usages de Barcelone
- Constitutions catalanes
- Gesta comitum barchinonensium
- Liber domini regis
- Liber feudorum maior
- Alleus
- Grandes chroniques

### Administration
- Vegueria
- Universités

## Dignités de la Catalogne
Le souverain de avait la dignité de comte de Barcelone. Souvent il fit aussi usage du titre comte du Roussillon et de Cerdagne.

## Symboles de la principauté de Catalogne

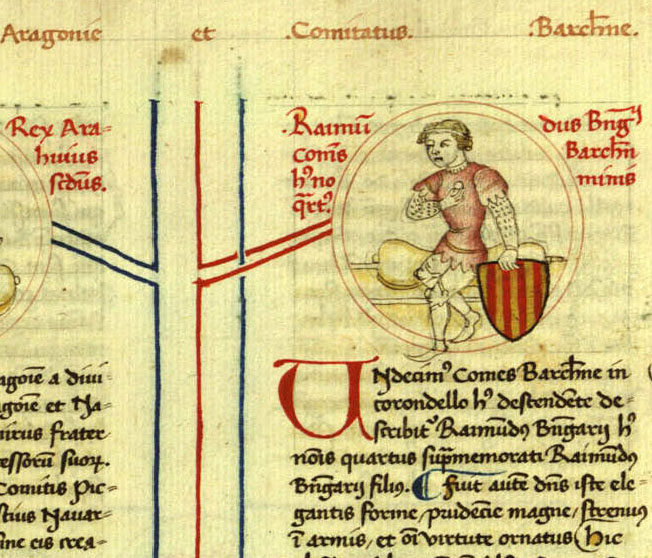
Bouclier avec la senyera reial, les quatre bandes en rouge sur fond or qui, selon la légende, étaient peintes avec le sang d'une blessure faite au cours d'un combat. Elle inspire de nombreux drapeaux de pays catalans.

- Blason et drapeau de la Catalogne : La Senyera est l'un des plus anciens drapeaux d'Europe à être utilisé de nos jours (mais pas en utilisation continue). Il existe plusieurs théories prônant une origine catalane ou aragonaise pour le symbole. Tout en restant l'emblème personnel du monarque, au début de l'Époque moderne, il a souvent été territorialisé pour représenter individuellement les royaumes de la couronne d'Aragon, comme la principauté de Catalogne.
- Sant Jordi (saint Georges) terrassant le dragon comme patron de la Catalogne.
- Croix de saint Georges